# 12 registi per 12 città
12 registi per 12 città és una pel·lícula documental italiana de 1989.
12 grans directors italians presenten 12 grans ciutats italianes en ocasió de la Copa Mundial de Futbol de 1990.
Les ciutats més importants d'Itàlia són presentades per directors italians de fama internacional, mostrant: Els frescos de Miguel Ángel a Roma (Antonioni), els estrets carrers de Bari (Wertmuller), les arcades de Bolonya (germans Bertolucci), la terra de Càller (Lizzani), el port de Gènova (Lattuada), el Duomo i la Scala de Milà (Olmi), el futbol de carnestoltes a Florència (Zeffirelli), el Golf de Nàpols (Rosi), el mercat de Palerm (Bolognini), la gent de Torí (Soldati), les vinyes d’Udine (Pontecorvo), les estàtues de Verona (Monicelli).
Els documentals sobre les 12 ciutats van ser confiats als més grans directors italians disponibles en 1989. Els noms són de molt de prestigi; cadascun amb la seva pròpia sensibilitat i el seu gust per a tractar de mostrar-nos una ciutat, algun a través de les pintures i l'art, uns altres mostrant-nos la vida, o bé la pròpia història, aconseguint així una obra que té un encant per moments, una miqueta desproporcionat.

## Director - Ciutat
Heus aquí els directors triats per a cada ciutat que va allotjar trobades de futbol "Itàlia '90":
- Michelangelo Antonioni: Roma
- Lina Wertmüller: Bari
- Bernardo i Giuseppe Bertolucci: Bolonya
- Carlo Lizzani: Càller
- Franco Zeffirelli: Florència
- Alberto Lattuada: Gènova
- Ermanno Olmi: Milà
- Francesco Rosi: Nàpols
- Mauro Bolognini: Palerm
- Mario Soldati: Torí
- Gillo Pontecorvo: Udine
- Mario Monicelli: Verona

## Segment dedicat a Florència
“Florència” és l'episodi dirigit per Franco Zeffirelli. En aquest curt, de poc més de nou minuts de durada, pot veure's un partit de futbol florentí en vestits d'època. Ha estat reconstruït el joc, que té orígens que es remunten a la cort dels Medici. És una competició esportiva molt violenta en el qual dos equips han de tractar de llançar una pilota en una xarxa que constitueix la "porta d'accés", atacar, utilitzant alguna cosa semblança a manyoples de rugbi per a portar la pilota. El mestre va presentar aquí, no sols el joc competitiu, sinó també l'establiment de límits, amb nobles senyors i senyores, alabarders, escuders, nobles i plebeus. Com a rerefons, el magnífic riu Arno i el Ponte Vecchio.

## Segment dedicat a Palerm
El curt sobre Palerm proporciona un panorama històric, arquitectònic i artístic de Palerm, una visió amb finalitats de promoció turística, encara que en només 8 minuts, Mauro Bolognini va aconseguir expressar un sentit de meravella i dona una visió poètica i commovedora de la ciutat, destacant la seva extraordinària història cultural.

## Segment dedicat a Roma
El curt de Michelangelo Antonioni mostra grans monuments i llocs d'interès del classicisme antic i renaixentista en Roma, en les seves dues etapes entremesclades, la de l'antic imperi romà i la del catolicisme cristià posterior, amb prevalescencia de l'últim, segurament per la seva predominança i proximitat en el temps, finalitzant en el sostre de la Capella Sixtina al Palau Apostòlic de la Ciutat del Vaticà. És indubtable que sap fer molt bé pel·lícules com una recerca de galeries d'art, que gairebé oblida que es tracta fonamentalment d'una pel·lícula de turisme (probablement considera que el classicisme és veritablement turístic).

## Segment dedicat a Bari
En ocasió de Itàlia '90 la directora Lina Wertmüller ha dirigit el segment dedicat a la ciutat de Bari (seu d'algunes trobades, compresa la final per al tercer i quart lloc disputat entre Anglaterra e Itàlia.
És destacable que les mascotes del campionat mundial de futbol apareguin en els espots Barilla i Molino Blanco de les sèries «triades per a menjar sa», just amb un extracte d'aquest filmat.

## Segment dedicat a Milà
Ermanno Olmi retrata la rica i culta Milà amb una visió que deambula, amb rerefons operístic, entre els canals navegables, un dels pilars de la riquesa comercial milanesa, i els seus magnífics monuments arquitectònics, mostrant en un paneo ampli i profund una ascendent burgesia que també pensa a divertir-se.

## Segment dedicat a Bolonya
Gran creativitat desenvolupen els germans Giuseppe i Bernardo Bertolucci en mostrar com a fosca i misteriosa la universitària ciutat de Bolonya, desplegada per un grup de nens jugant a les amagades a través de les seves antigues arcades, claustres i torres medievals. No falten, ni un personatge de la Comèdia de l'art ni la Internacional Comunista, en la seva màgica proposta.